# ブレット・ベイティ
ブレット・オースティン・ベイティ（Brett Austin Baty, 1999年11月13日 - ）は、 アメリカ合衆国テキサス州ラウンドロック出身のプロ野球選手（三塁手）。右投左打。MLBのニューヨーク・メッツ所属。

## 経歴
2019年のMLBドラフト1巡目（全体12位）でニューヨーク・メッツから指名され、予定していたテキサス大学オースティン校への進学を取りやめプロ入り。傘下のルーキー級ガルフ・コーストリーグ・メッツでプロデビューし、その後ルーキー級キングスポート・メッツでプレーした後にA-級ブルックリン・サイクロンズへ昇格。3チーム合計で51試合に出場して打率.234、7本塁打、33打点の成績を記録した。
2020年は新型コロナウイルスの影響でマイナーリーグの試合が開催されず、公式戦への出場はなかった。
2021年はA+級ブルックリンで開幕を迎え、シーズン途中にAA級ビンガムトン・ランブルポニーズへ昇格。オールスター・フューチャーズゲームに選出された。この年は2チーム合計で91試合に出場して打率.292、12本塁打、56打点の成績を記録した。
2022年はAA級ビンガムトンで開幕を迎え、シーズン途中にAAA級シラキュース・メッツへ昇格した。エドゥアルド・エスコバー、ルイス・ギヨームの離脱に伴い8月17日にメジャー契約を結んでアクティブ・ロースター入りし、同日のアトランタ・ブレーブス戦に「8番・三塁手」で先発出場してメジャーデビュー。この試合の初打席でジェイク・オドリッジからメジャー初安打となる本塁打を放った。
2024年は初めて開幕ロースターに名を連ねたが、5月30日までの49試合で打率.225（151打数34安打）、出塁率.304、二塁打3本、本塁打4本と成績がふるわず、5月31日にAAA級シラキュース・メッツに降格した
。
その後メジャー昇格の機会はなく、以降のメジャーリーグ出場は6月9日の1試合しかなかった。
2025年は2年続けて開幕ロースターに名を連ねるも、4月23日までの19試合で打率.204（58打数11安打）、出塁率.246、二塁打3本と前年を下回り、本塁打もわずか1本と成績がふるわず、同月24日にジェフ・マクニールを復帰させることに伴い、ヘイデン・センガーと共にAAA級シラキュースに降格した。なお、背番号『22』はフアン・ソトに譲り、自身は『7』に変更している。

## 選手としての特徴
高校時代はバスケットボールとフットボールでも注目を集めたアスリート型三塁手である。打球速度が速く、将来は打率3割・30本塁打が期待されている。

## 詳細情報

### 年度別打撃成績
| 年 度    | 球 団    | 試 合 | 打 席 | 打 数 | 得 点 | 安 打 | 二 塁 打 | 三 塁 打 | 本 塁 打 | 塁 打 | 打 点 | 盗 塁 | 盗 塁 死 | 犠 打 | 犠 飛 | 四 球 | 敬 遠 | 死 球 | 三 振 | 併 殺 打 | 打 率 | 出 塁 率 | 長 打 率 | O P S |
| -------- | -------- | ----- | ----- | ----- | ----- | ----- | -------- | -------- | -------- | ----- | ----- | ----- | -------- | ----- | ----- | ----- | ----- | ----- | ----- | -------- | ----- | -------- | -------- | ----- |
| 2022     | NYM      | 11    | 42    | 38    | 4     | 7     | 0        | 0        | 2        | 13    | 5     | 0     | 0        | 0     | 0     | 2     | 0     | 1     | 8     | 0        | .184  | .244     | .342     | .586  |
| 2023     | NYM      | 108   | 389   | 353   | 41    | 75    | 12       | 0        | 9        | 114   | 34    | 2     | 0        | 1     | 1     | 29    | 0     | 2     | 109   | 8        | .212  | .275     | .323     | .598  |
| 2024     | NYM      | 50    | 171   | 153   | 15    | 35    | 3        | 0        | 4        | 50    | 16    | 0     | 0        | 1     | 0     | 16    | 1     | 1     | 42    | 3        | .229  | .306     | .327     | .633  |
| MLB：3年 | MLB：3年 | 169   | 602   | 544   | 60    | 117   | 15       | 0        | 15       | 177   | 55    | 2     | 0        | 2     | 1     | 47    | 1     | 4     | 159   | 11       | .215  | .282     | .381     | .607  |

- 2024年度シーズン終了時

### 年度別守備成績
| 年 度 | 球 団 | 三塁（3B） | 三塁（3B） | 三塁（3B） | 三塁（3B） | 三塁（3B） | 三塁（3B） | 左翼（LF） | 左翼（LF） | 左翼（LF） | 左翼（LF） | 左翼（LF） | 左翼（LF） |
| 年 度 | 球 団 | 試 合      | 刺 殺      | 補 殺      | 失 策      | 併 殺      | 守 備 率   | 試 合      | 刺 殺      | 補 殺      | 失 策      | 併 殺      | 守 備 率   |
| ----- | ----- | ---------- | ---------- | ---------- | ---------- | ---------- | ---------- | ---------- | ---------- | ---------- | ---------- | ---------- | ---------- |
| 2022  | NYM   | 11         | 7          | 21         | 2          | 1          | .933       | -          | -          | -          | -          | -          | -          |
| 2023  | NYM   | 100        | 68         | 149        | 10         | 17         | .956       | 1          | 0          | 0          | 0          | 0          | ----       |
| MLB   | MLB   | 111        | 75         | 170        | 12         | 18         | .953       | 1          | 0          | 0          | 0          | 0          | ----       |

- 2023年度シーズン終了時

### 記録
MiLB
- オールスター・フューチャーズゲーム選出：1回（2021年）

### 背番号
- 22（2022年 - 2024年）
- 7（2025年 - ）